# Kabinet-Löfven I
Het kabinet–Löfven I was de regering van het Koninkrijk Zweden van 3 oktober 2014 tot 21 januari 2019. Na de parlementsverkiezingen van september 2014 vormden de Sociaaldemocraten en Groenen een minderheidsregering met slechts 138 zetels op een totaal van 349. Vlak na de parlementsverkiezingen van 2018 verloor het kabinet op 25 september dat jaar een motie van wantrouwen, maar bleef demissionair aan tot 21 januari 2019, waarna het vervangen werd door het kabinet-Löfven II. 
Het was de eerste keer dat de groene Miljöpartiet, die zes van de 24 ministers leverde, deel uitmaakte van een regering. Het kabinet telde twaalf mannelijke en twaalf vrouwelijke leden. De gemiddelde leeftijd bij aantreden was 45,4 jaar. De jongste minister bij aantreden was Aida Hadžialić (27 jaar), de oudste Kristina Persson (68 jaar).

## Kabinet–Löfven I (2014–2019)
| Ambtsbekleder                            | Ambtsbekleder            | Ambtsbekleder                          | Functie                                             | Ambtstermijn     | Ambtstermijn      | Partij |
| ---------------------------------------- | ------------------------ | -------------------------------------- | --------------------------------------------------- | ---------------- | ----------------- | ------ |
|                                          | Stefan Löfven            | Stefan Löfven (1957)                   | Premier                                             | 3 oktober 2014   | 30 november 2021  | SAP    |
|                                          | Margot Wallström         | Margot Wallström (1954)                | Vicepremier                                         | 3 oktober 2014   | 10 september 2019 | SAP    |
| Minister van Buitenlandse Zaken          | Margot Wallström         | Margot Wallström (1954)                |                                                     | 3 oktober 2014   | 10 september 2019 | SAP    |
| Minister voor Noordse Samenwerkingen     | Margot Wallström         | Margot Wallström (1954)                | 25 mei 2016                                         | 21 januari 2019  |                   | SAP    |
|                                          | Åsa Romson               | Åsa Romson (1972)                      | Vicepremier                                         | 3 oktober 2014   | 25 mei 2016       | MP     |
| Minister van Milieu                      | Åsa Romson               | Åsa Romson (1972)                      |                                                     | 3 oktober 2014   | 25 mei 2016       | MP     |
|                                          | Isabella Lövin           | Isabella Lövin (1963)                  | Vicepremier                                         | 25 mei 2016      | 5 februari 2021   | MP     |
| Minister van Ontwikkelings- samenwerking | Isabella Lövin           | Isabella Lövin (1963)                  | 3 oktober 2014                                      | 21 januari 2019  |                   | MP     |
|                                          | Anders Ygeman            | Anders Ygeman (1970)                   | Minister van Binnenlandse Zaken                     | 3 oktober 2014   | 27 juli 2017      | SAP    |
|                                          | Morgan Johansson         | Morgan Johansson (1970)                | Minister van Binnenlandse Zaken                     | 27 juli 2017     | 21 januari 2019   | SAP    |
| Minister van Justitie                    | Morgan Johansson         | Morgan Johansson (1970)                | 3 oktober 2014                                      | 18 oktober 2022  |                   | SAP    |
| Minister voor Immigratie en Asielzaken   | Morgan Johansson         | Morgan Johansson (1970)                | 3 oktober 2014                                      | 27 juli 2017     |                   | SAP    |
|                                          | Magdalena Andersson      | Magdalena Andersson (1957)             | Minister van Financiën                              | 3 oktober 2014   | 30 november 2021  | SAP    |
|                                          | Mikael Damberg           | Mikael Damberg (1971)                  | Minister van Economische Zaken                      | 3 oktober 2014   | 21 januari 2019   | SAP    |
|                                          | Peter Hultqvist          | Peter Hultqvist (1958)                 | Minister van Defensie                               | 3 oktober 2014   | 18 oktober 2022   | SAP    |
|                                          | Annika Strandhäll        | Annika Strandhäll (1975)               | Minister van Volksgezondheid en Sociale Zaken       | 3 oktober 2014   | 21 januari 2019   | SAP    |
|                                          | Ylva Johansson           | Ylva Johansson (1964)                  | Minister van Arbeid                                 | 3 oktober 2014   | 10 september 2019 | SAP    |
|                                          | Gustav Fridolin          | Gustav Fridolin (1983)                 | Minister van Onderwijs                              | 3 oktober 2014   | 21 januari 2019   | MP     |
|                                          | Helene Hellmark Knutsson | Helene Hellmark Knutsson (1969)        | Minister van Hoger Onderwijs en Wetenschap          | 3 oktober 2014   | 21 januari 2019   | SAP    |
|                                          | Aida Hadžialić           | Aida Hadžialić (1987)                  | Minister van Voortgezet Onderwijs                   | 3 oktober 2014   | 13 augustus 2016  | SAP    |
|                                          | Anna Ekström             | Anna Ekström (1959)                    | Minister van Voortgezet Onderwijs                   | 13 augustus 2016 | 21 januari 2019   | SAP    |
|                                          | Anna Johansson           | Anna Johansson (1971)                  | Minister van Infrastructuur                         | 3 oktober 2014   | 27 juli 2017      | SAP    |
|                                          | Tomas Eneroth            | Tomas Eneroth (1966)                   | Minister van Infrastructuur                         | 27 juli 2017     | 18 oktober 2022   | SAP    |
|                                          | Sven-Erik Bucht          | Sven-Erik Bucht (1954)                 | Minister van Landbouw                               | 3 oktober 2014   | 21 januari 2019   | SAP    |
|                                          | Mehmet Kaplan            | Mehmet Kaplan (1971)                   | Minister van Huisvesting en Stedelijke Ontwikkeling | 3 oktober 2014   | 18 april 2016     | MP     |
|                                          | Per Bolund               | Per Bolund (1971)                      | Minister van Huisvesting en Stedelijke Ontwikkeling | 18 april 2016    | 25 mei 2016       | MP     |
|                                          | Peter Eriksson           | Peter Eriksson (1958)                  | Minister van Huisvesting en Stedelijke Ontwikkeling | 25 mei 2016      | 21 januari 2019   | MP     |
|                                          | Ibrahim Baylan           | Ibrahim Baylan (1972)                  | Minister van Energie                                | 3 oktober 2014   | 21 januari 2019   | SAP    |
|                                          | Karolina Skog            | Karolina Skog (1976)                   | Minister van Milieu                                 | 25 mei 2016      | 21 januari 2019   | MP     |
|                                          | Alice Bah Kuhnke         | Alice Bah Kuhnke (1971)                | Minister van Cultuur                                | 3 oktober 2014   | 21 januari 2019   | MP     |
|                                          | Per Bolund               | Per Bolund (1971)                      | Minister voor Financiële Markten                    | 3 oktober 2014   | 21 januari 2019   | MP     |
| Minister voor Consumentenzaken           | Per Bolund               | Per Bolund (1971)                      |                                                     | 3 oktober 2014   | 21 januari 2019   | MP     |
| Onderminister voor Financiën             | Per Bolund               | Per Bolund (1971)                      |                                                     | 3 oktober 2014   | 21 januari 2019   | MP     |
|                                          | Ann Linde                | Ann Linde (1961)                       | Minister voor Buitenlandse Handel                   | 25 mei 2016      | 21 januari 2019   | SAP    |
| Minister voor Europese Zaken             | Ann Linde                | Ann Linde (1961)                       |                                                     | 25 mei 2016      | 21 januari 2019   | SAP    |
|                                          | Gabriel Wikström         | Gabriel Wikström (1985)                | Minister voor Medische Zorg en Sport                | 3 oktober 2014   | 27 juli 2017      | SAP    |
|                                          | Kristina Persson         | Kristina Persson (1945)                | Minister voor Noordse Samenwerkingen                | 3 oktober 2014   | 25 mei 2016       | SAP    |
|                                          | Heléne Fritzon           | Heléne Fritzon (1960)                  | Minister voor Immigratie en Asielzaken              | 27 juli 2017     | 21 januari 2019   | SAP    |
|                                          | Ardalan Shekarabi        | Ardalan Shekarabi اردلان شکرآبی (1978) | Minister voor Openbaar Bestuur                      | 3 oktober 2014   | 21 januari 2019   | SAP    |
|                                          | Åsa Regnér               | Åsa Regnér (1964)                      | Minister voor Jeugd, Senioren en Gelijkheid         | 3 oktober 2014   | 8 maart 2018      | SAP    |
|                                          | Lena Hallengren          | Lena Hallengren (1973)                 | Minister voor Jeugd, Senioren en Gelijkheid         | 8 maart 2018     | 21 januari 2019   | SAP    |

### Herschikkingen
- Op 18 april 2016 nam minister van Huisvesting en Stadsontwikkeling Mehmet Kaplan ontslag. Peter Eriksson volgde hem op.
- Op 25 mei 2016 nam vice-premier Åsa Romson ontslag. Als vice-premier werd ze opgevolgd door Isabella Lövin, haar portefeuille als minister van Klimaat en Milieu ging naar Karolina Skog.
- Op 13 augustus 2016 nam Aida Hadžialić ontslag, wegens het rijden onder invloed. Ze werd opgevolgd door Anna Ekström.
- Op 27 juli 2017 trad Heléne Fritzon aan als minister van Migratie en Asielpolitiek.
- Op 6 maart 2018 nam Åsa Regnér ontslag als minister van Kinderen, Ouderen en Gendergelijkheid omdat ze benoemd werd als adjunct-directeur van UN Women. Ze werd opgevolgd door Lena Hallengren.